# Seven NACRA Femenino 2015
El Seven NACRA Femenino del 2015 es un torneo de rugby 7 disputado por las selecciones nacionales femeninas de la NACRA. Se disputa del 13 al 14 de junio en el WakeMed Soccer Park de la ciudad de Cary, estado de Carolina del Norte, Estados Unidos.
El certamen servirá como torneo clasificatorio a los Juegos Olímpicos de Río de Janeiro 2016. El campeón clasificará directamente, en tanto que el segundo y el tercero accederán al Torneo Preolímpico Mundial.

## Equipos
La selección de Canadá clasificó directamente por sus actuación en la Serie Mundial de Rugby 7 2014/15, por lo que no disputa el Seven NACRA 2015.
- Bahamas
- Barbados
- Islas Caimán
- Guyana
- Jamaica
- México
- Estados Unidos
- Trinidad y Tobago

## Resultados

### Grupo A
| Pos | Equipo         | Partidos | Partidos | Partidos  | Partidos | Puntos |
| Pos | Equipo         | jugados  | ganados  | empatados | perdidos | Puntos |
| --- | -------------- | -------- | -------- | --------- | -------- | ------ |
| 1   | Estados Unidos | 3        | 3        | 0         | 0        | 9      |
| 2   | Jamaica        | 3        | 2        | 0         | 1        | 6      |
| 3   | Islas Caimán   | 3        | 1        | 0         | 2        | 3      |
| 4   | Barbados       | 3        | 0        | 0         | 3        | 0      |

### Grupo B
| Pos | Equipo            | Partidos | Partidos | Partidos  | Partidos | Puntos |
| Pos | Equipo            | jugados  | ganados  | empatados | perdidos | Puntos |
| --- | ----------------- | -------- | -------- | --------- | -------- | ------ |
| 1   | México            | 3        | 3        | 0         | 0        | 9      |
| 2   | Trinidad y Tobago | 3        | 2        | 0         | 1        | 6      |
| 3   | Guyana            | 3        | 1        | 0         | 2        | 3      |
| 4   | Bahamas           | 3        | 0        | 0         | 3        | 0      |

### Fase final
Cuartos de final
| 14 de junio | Estados Unidos | 59 - 0 | Bahamas |  |  |

| 14 de junio | Jamaica | 24 - 0 | Guyana |  |  |

| 14 de junio | Trinidad y Tobago | 27 - 7 | Islas Caimán |  |  |

| 14 de junio | México | 33 - 0 | Barbados |  |  |

Semifinales
| 14 de junio | Estados Unidos | 53 - 5 | Jamaica |  |  |

| 14 de junio | México | 15 - 0 | Trinidad y Tobago |  |  |

Tercer puesto
| 14 de junio | Trinidad y Tobago | 12 - 10 | Jamaica |  |  |

Final
| 14 de junio | Estados Unidos | 88 - 0 | México |  |  |